# Currumbin Ecovillage

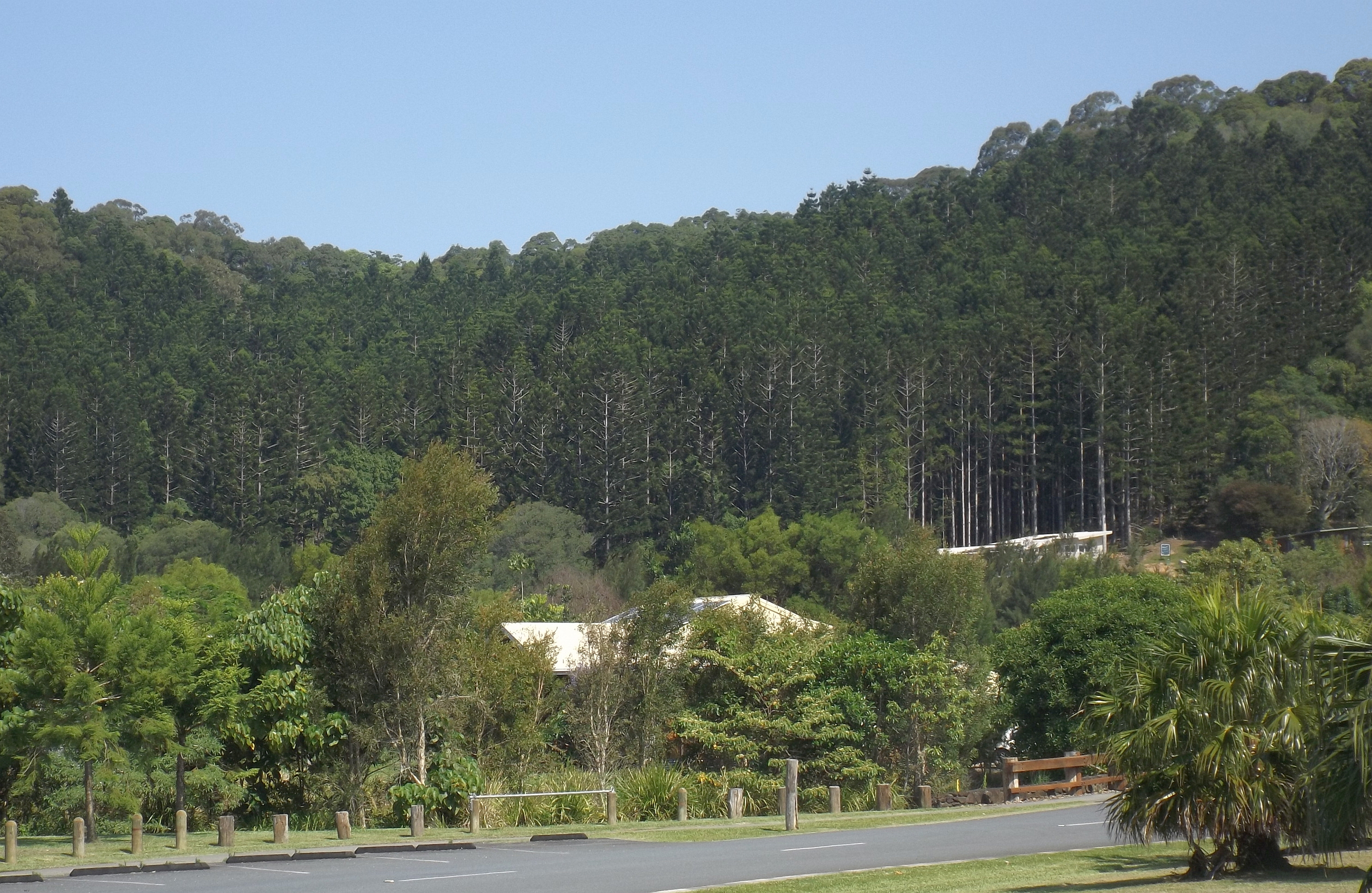
Las sosnowy, domy i ogrody w Currumbin Ecovillage, zdjęcie z 2015 roku.

Currumbin Ecovillage – innowacyjna wspólnota mieszkaniowa będąca przykładem ekologicznie zrównoważonego rozwoju, założona w 1995. Ekowioska powstała na zdegradowanej ziemi rolnej na dawnych terenach miejskich na skraju regionu Gold Coast City, dużej miejscowości wypoczynkowej na wybrzeżu Oceanu Spokojnego w stanie Queensland w Australii, 7 km od plaż i założeń miejskich. 

## Opis projektu
Developer, firma Landmatters Currumbin Valley Property Ltd., dokonała rewitalizacji terenu i chroni jego integralność środowiskową i bioróżnorodność poprzez pozostawienie 50% terenu jako rezerwat środowiskowy. 300-akrowy (1,2 km²) teren składa się w 80% z otwartej przestrzeni, a pozostała część to 144 domostwa.
Wszystkie domy w ekowiosce połączone są w sieć autonomicznej gospodarki wodnej i energetycznej. Woda odprowadzana jest do własnej oczyszczalni ścieków, po czym w systemie zamkniętym jest ponownie używana w wiosce. Odpowiednie wzornictwo zapewnia dobry współczynnik energii przy niskim wpływie na środowisko, zachowując wygodę domostw. Założenie wyposażone jest w zasilanie solarne, tereny naturalnej produkcji żywności, systemy permakultury; stosuje recykling i stara się minimalizować ilość odpadów.
Ekowioska służy jako teren pokazowy gospodarki wodnej i energetycznej Queensland Government EnergyWise and WaterWise Demonstration Project i współpracuje ze społecznością uniwersytecką, przemysłowcami i rządem.

## Nagrody
Ekowioska otrzymała ponad 30 nagród, m.in. 
- 2007: UDIA Award for Excellence[5]
- 2007: ULI Award for Excellence[6]
- 2008: International Prix D’Excellence[2]
- 2008: Housing Industry Association’s 2008 Green Smart National Building of the Year Award – za jeden ze zrównoważonych domów w ekowiosce[2]
- 2008: Building Commission Award for Best Sustainable Residential Development od United Nations Association of Australia[7]

W 2010 ekowioska została wyróżniona przez radę miejską Gold Coast City jako Innovation Estate (Innowacyjna Nieruchomość), jako założenie prezentujące pożądany przez miasto kierunek rozwoju.
We wnioskach z badań jakości życia Towards Quality of Life przeprowadzonych przez Uniwersytet w Sydney, University of Queensland i CSIRO, w dokumencie pt. Decentralised Development: The Ecovillage at Currumbin znalazła się opinia: „Uważamy, że z niewielkimi zmianami, Ekowioska [Currumbin] może być pierwszą wspólnotą w Australii neutralną, jeśli chodzi o pobór wody i energii” (“With some minor optimisation, we believe the Ecovillage could be the first mainstream energy and water neutral community in Australia.”).